# بيل تاتل
بيل تاتل (بالإنجليزية: Bill Tuttle)‏ هو لاعب كرة قاعدة أمريكي، ولد في 4 يوليو 1929 في إلموود في الولايات المتحدة، وتوفي في 27 يوليو 1998 في أنوكا في الولايات المتحدة.

## وصلات خارجية
- بيل تاتل على موقعبيزبول رفرنس.كوم (الدوري الرئيسي) (الإنجليزية)
- بيل تاتل على موقع مشجعي الرسوم البيانية (الإنجليزية)